# Den lille Heks
Den lille heks (originaltitel: The Great Problem) er en amerikansk stum dramafilm fra 1916 skrevet og instrueret af Rex Ingram. Filmen er Ingrams første spillefilm som instruktør af en spillefim.
Filmen er optaget i Fort Lee i New Jersey. En komplet kopi af filmen er opbevaret ved Museum of Modern Art.
Filmen havde dansk biografpremiere den 30. april 1917 i Biorama på Østerbrogade i København.

## Medvirkende
- Violet Mersereau som Peggy Carson.
- Dan Hanlon som Bill Carson.
- Lionel Adams som George Devereaux.
- Kittens Reichert som Peggy.
- William Dyer som Skinny McGee.
- Mathilde Brundage som Mrs. Devereaux.
- Howard Crampton som Joseph.